# Phân biệt giới tính

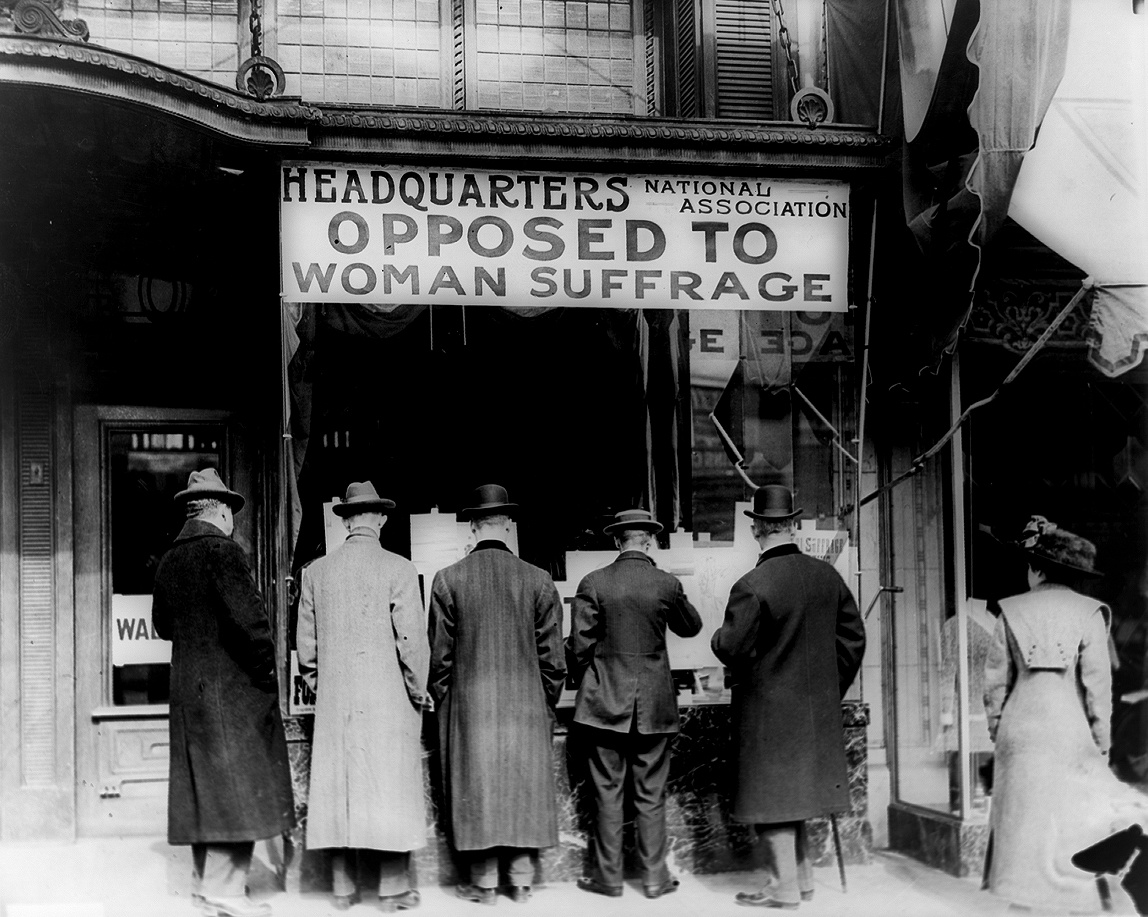
Biểu ngữ treo tại trụ sở Hiệp hội Quốc gia Mỹ phản đối việc trao cho phụ nữ quyền bầu cử.

Phân biệt giới tính hay kỳ thị giới tính (tiếng Anh: sexism), là một hiện tượng văn hóa - xã hội được hình thành từ rất lâu đời, xuất hiện trong hầu hết mọi nền văn hóa, văn minh của loài người từ thời cổ đại, tuy nhiên, thuật ngữ này chỉ mới xuất hiện từ giữa thế kỷ 20.  Đây là một dạng niềm tin hay thái độ cho rằng một giới tính là hạ đẳng, kém khả năng và kém giá trị hơn giới tính còn lại. Thuật ngữ này hầu như được dùng để ám chỉ sự thống trị của nam so với nữ. Cuộc đấu tranh chống lại sự phân biệt giới tính, mà trung tâm là phong trào nữ quyền diễn ra dưới nhiều hình thức đa dạng và không chỉ dành riêng cho nữ. Hiện nay tại hầu hết các quốc gia trên thế giới, phụ nữ có thu nhập trung bình thấp hơn nam giới bất chấp một số nỗ lực về pháp luật đã được đưa ra để thu hẹp khoảng cách này. Theo các nhà nữ quyền, phân biệt giới hiện nay phản ánh trên một số mặt sau: quyền bỏ phiếu, sự bình đẳng về chính trị, các ngôn ngữ phân biệt giới, bạo lực gia đình mà đối tượng thường là nữ, các văn hóa phẩm có tính phân biệt giới, sự thể hiện vai trò của phụ nữ trong khoa học...

## Tổng quan

### Nhận thức giới
Quan niệm truyền thống về giới được hình thành ở những năm đầu của cuộc đời, với cả nam và nữ được khuôn mẫu với những nghề nghiệp nhất định. Hiện nay còn rất nhiều thách thức được đặt ra để giải quyết vấn đề nhận thức giới tính, đặc biệt là việc khuyến khích phụ nữ tham gia vào các nghề được coi là "truyền thống" của nam, như xây dựng và kỹ thuật. Một bài phê bình của Khoa nghiên cứu Khoa học Xã hội của Đại học London kết luận rằng việc đấu tranh với nhận thức giới ở giai đoạn tiểu học là rất quan trọng, vì đây là giai đoạn phát triển đầu và diễn ra nhanh chóng. Nhiều biện pháp can thiệp được xem xét bao gồm việc sử dụng các tác phẩm văn học hư cấu để đấu tranh với nhận thức giới và vai trò giới.

### Địa vị pháp lý
Đến tận năm 1875 phụ nữ mới được pháp luật Hoa Kỳ công nhận là những con người (Minor v Happersett, 88 U.S. 162), và phụ nữ không có quyền bỏ phiếu ở Mỹ cho tới năm 1920 và ở Anh cho tới năm 1918.

### Bạo lực gia đình
Trong các trường hợp nghiêm trọng về bạo lực gia đình, đàn ông thường chiếm số đông hung thủ. Phụ nữ thường có xu hướng bị sát hại bởi người tình hơn là trường hợp ngược lại, bất kể ai là người kích động bạo lực. Trong số người bị sát hại bởi người tình, thì có 3/4 là phụ nữ và 1/4 là nam giới: năm 1999 ở Mỹ có 1,218 nữ và 424 nam bị giết bởi người tình, bất kể ai là người khởi nguồn hành vi bạo lực hay giới tính của đối tác. Con số này ở Mỹ năm 2005 là 1181 nữ và 329 nam.

Trong một cuộc điều tra của Quỹ Nhi đồng Liên Hợp Quốc (UNICEF), phần trăm số phụ nữ tuổi từ 15-49 có suy nghĩ người chồng có quyền đánh vợ trong một vài hoàn cảnh nhất định là: 90% ở Jordan, 85.6% ở Guinée, 85.4% ở Zambia, 85% ở Sierra Leone, 81.2% ở Lào, và 81% ở Ethiopia.
Trong một cuộc điều tra với sự tham gia của 5.238 người trưởng thành ở Mỹ liên quan đến việc chấp nhận thái độ về bạo lực của người tình, những người được hỏi có xu hướng chấp nhận việc phụ nữ đánh nam giới hơn là nam giới đánh phụ nữ.

### Hiếp dâm
Một phân tích về tội phạm hiếp dâm phụ nữ cho rằng hành vi hiếp dâm có mục đích là để giải tỏa sự thù ghét với phụ nữ và tìm kiếm sự thích thú trong việc gây nên các chấn thương về tâm lý và thể chất cho phụ nữ nhiều hơn là các ham muốn về tình dục đơn thuần. Các nhà nữ quyền thì cho rằng hiếp dâm không phải là kết quả của các cá nhân bị vấn đề về bệnh lý mà bắt nguồn từ hệ thống sự thống trị của nam giới và từ những sự thực hành và niềm tin văn hóa trong đó vật thể hóa và hạ thấp phụ nữ. Mary Odem và Jody Clay-Warner, cùng Susan Brownwiller thì cho rằng những thái độ phân biệt giới bắt nguồn từ sự truyền bá một chuỗi những câu chuyện tưởng tượng về hành vi hiếp dâm.:130–140 Họ cho rằng trái ngược với những câu chuyện này, những kẻ hiếp dâm thường lên kế hoạch hiếp dâm trước khi chọn đối tượng và hành vi hiếp dâm thông qua quen biết là dạng phổ biến nhất, hơn là việc bị tấn công bởi người lạ.:xiv Odem cũng nhấn mạnh rằng những câu chuyện hiếp dâm như vậy đã góp phần truyền bá những tư tưởng phân biệt giới cho rằng đàn ông không thể kiểm soát bản năng tình dục.

### Nghĩa vụ quân sự
Rất nhiều quốc gia trên thế giới buộc nam giới phải tham gia quân đội nhưng không áp dụng cho nữ. Tại nhiều nước, nam giới ở độ tuổi 18 phải đăng ký nghĩa vụ quân sự, còn phụ nữ không phải đăng ký nghĩa vụ quân sự và không có nghĩa vụ phục vụ quân đội trong trường hợp tuyển quân. Nghĩa vụ quân sự bắt buộc đôi khi được nêu ra như là một sự phân biệt đối xử đối với nam giới.

### Giáo dục
Trong quá khứ, phụ nữ không được phép học cao. Khi phụ nữ được chấp nhận học các bậc giáo dục cao hơn, họ được khuyến khích học các chuyên ngành được coi là "kém trí tuệ" hơn. Những chuyên ngành về văn học tại các trường đại học và cao đẳng ở Anh và Mỹ thực tế được xây dựng thành một lĩnh vực nghiên cứu được cho là phù hợp với sự "kém trí tuệ" hơn của phụ nữ. Gần đây thì số lượng nữ giới theo học tại các bậc sau trung học là nhiều hơn nam giới theo số liệu của Trung tâm Giáo dục Quốc gia Hoa Kỳ.
Những nghiên cứu cho thấy sự phân biệt vẫn tiếp diễn cho tới ngày nay: nghiên cứu ở Mỹ kết luận học sinh nam nhận được nhiều chú ý và khen ngợi trong lớp học hơn. Qua thời gian, học sinh nữ phát biểu ngày càng ít hơn trong các buổi học. Nguyên nhân để giải thích cho việc học sinh nam nhận được nhiều chú ý hơn có thể là do học sinh nữ thường đạt điểm cao hơn học sinh nam cho tới thời kỳ cuối trung học. Cũng có khả năng rằng học sinh nam bị phân biệt đối xử bởi hệ thống trường học khi mà các học sinh nữ ở một vài khu vực đạt được điểm cao hơn dù thực tế chỉ nhận được điểm tương đương hoặc thấp hơn học sinh nam trong các bài kiểm tra tiêu chuẩn.

### Nghề nghiệp

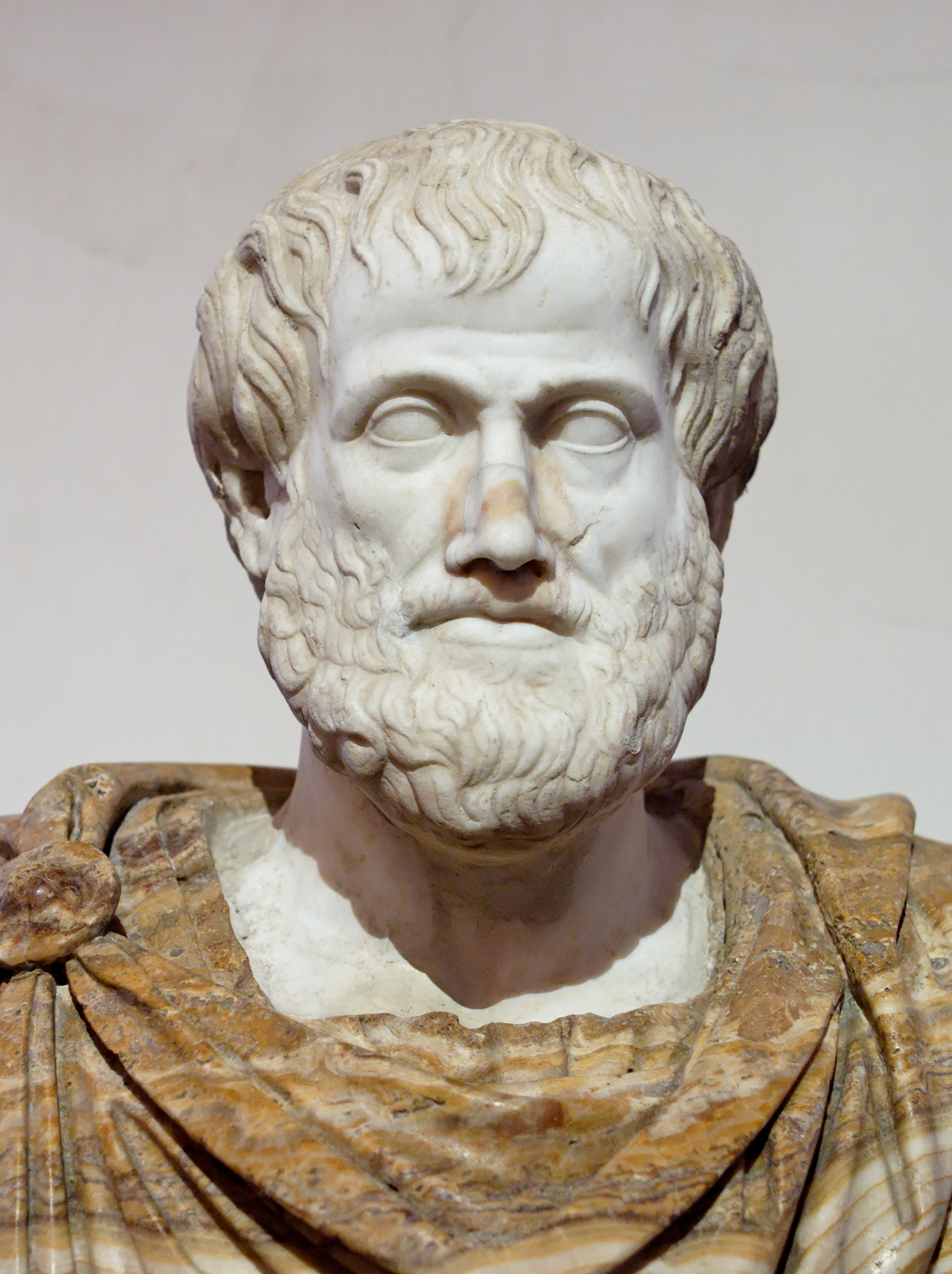
Aristote nói: "Một phụ nữ quá mạnh mẽ hoặc quá thông minh là không thích hợp".

Trong quá khứ, phụ nữ thường không được phép tham gia vào nhiều loại nghề nghiệp. Khi phụ nữ được phép tham gia vào các nghề mà trước đó chỉ dành cho nam giới thì họ gặp rất nhiều trở ngại; Elizabeth Blackwell, người phụ nữ đầu tiên nhận được bằng Y khoa ở Mỹ và Myra Bradwell, nữ luật sư đầu tiên, là những ví dụ.
Sự phân biệt đối xử về nghề nghiệp vẫn tiếp tục cho tới ngày này. Một nghiên cứu của Đại học Cornell đưa ra giả thuyết rằng sự thiên vị về giới đã ảnh hưởng tới những nghiên cứu khoa học được xuất bản. Giả thuyết này cũng trùng hợp với một nghiên cứu thực hiện tại Đại học Toronto của Amber Budden. Dựa trên kết quả nghiên cứu, khoảng 10% số tác giả nữ có tác phẩm được xuất bản bị che giấu về giới tính.
Một số chuyên gia cho rằng cha mẹ có vai trò trong việc hình thành giá trị và nhận thức của trẻ em. Thực tế là các bé gái thường được nhờ giúp cha mẹ làm việc nhà trong khi các bé trai thường làm các công việc có tính chất kĩ thuật với cha, điều này có ảnh hưởng tới hành vi và đôi khi không khích lệ các bé gái thực hiện các công việc đó. Vì vậy các bé gái sẽ nghĩ mỗi giới nên có một vai trò và hành vi riêng.

Một nghiên cứu năm 2009 ở Mỹ về các Tổng giám đốc điều hành chỉ ra rằng có nhiều nam giới đảm nhiệm vị trí này bị thừa cân hay béo phì hơn bình quân dân số nam giới, trong khi kết quả ngược lại dành cho các CEO nữ và nghiên cứu nêu lên rằng "trong khi việc bị béo phì hạn chế cơ hội nghề nghiệp cho cả nam và nữ thì việc thừa cân chỉ ảnh hưởng tới nữ giám đốc và - thậm chí có thể có lợi cho các nam giám đốc".

## Phân biệt giới và vấn đề tình dục
Biểu hiện tình dục là một phần nhu cầu của con người. Tuy nhiên nhiều bề cạnh của tình dục được cho là đã đóng góp cho sự phân biệt giới. Trong cuộc cách mạng tình dục, đã có những sự thay đổi nhận thức về đạo đức và hành vi tình dục. Cách mạng tình dục được các nhà nữ quyền gọi là sự giải phóng tình dục vì có nhiều người cho rằng sự thay đổi này là nền tảng cho việc phụ nữ có nhiều lựa chọn tình dục như nam giới - với hy vọng xóa bỏ định kiến về trinh tiết trong xã hội phương Tây truyền thống.
Trong các xã hội phương Đông truyền thống như Trung Quốc, Nhật Bản... thì nam giới có quyền cưới "năm thê, bảy thiếp", nhưng điều này không áp dụng cho nữ giới.
Một vài tranh luận thì cho rằng sự vật thể hóa tình dục là một dạng phân biệt giới. Một vài quốc gia như Na Uy hay Đan Mạch đã có luật cấm sự vật thể hóa tình dục trong quảng cáo. Hình thức khỏa thân không bị cấm nhưng người khỏa thân chỉ có thể được sử dụng trong các quảng cáo phù hợp với sản phẩm. Sol Olving, trưởng Diễn đàn Kreativt Na Uy, một hiệp hội các nhà quảng cáo hàng đầu của quốc gia này, giải thích: "Bạn có thể có một người khỏa thân quảng cáo sữa tắm hay kem dưỡng da, nhưng không phải là một phụ nữ mặc bikini nằm dài trên một chiếc ô tô."
Những nhà nữ quyền cấp tiến thì bảo lưu quan điểm rằng các sản phẩm có nội dung khiêu dâm góp phần vào sự phân biệt giới, khi nêu ra lập luận rằng các sản phẩm khiêu dâm thường phục vụ cho đối tượng là nam giới và các nữ diễn viên bị hạ thấp thành các vật thể phục vụ cho sự lạm dụng tình dục của nam giới.
Mại dâm là một hoạt động được thực hiện phần lớn bởi phụ nữ và các nhà nữ quyền cũng cho rằng mại dâm là một dạng thực hành của phân biệt giới, là hình thức bóc lột phụ nữ và là kết quả của một trật tự xã hội gia trưởng, vì vậy ở Thụy Điển, Na Uy và Iceland đã ra các bộ luật trong đó việc trả tiền cho hành vi tình dục là phạm pháp, nhưng điều này lại không áp dụng với người bán dâm (nghĩa là khách hàng là người phạm tội chứ không phải người bán dâm). Những nhà nữ quyền này cho rằng việc tìm kiếm thỏa mãn tình dục trong phụ nữ là không thích hợp và rằng phụ nữ tồn tại cho sự thỏa mãn tình dục của đàn ông đồng thời nêu lên quan điểm rằng đàn ông không thể kiềm chế dục vọng, các nhà nữ quyền cho rằng các yếu tố trên đã đặt nền tảng cho ý tưởng về mại dâm và biến nó trở thành một dạng thực hành phân biệt giới có tính bóc lột.

## Phân biệt giới và khoảng cách thu nhập
Phụ nữ ở hầu hết các quốc gia đều luôn có thu nhập thấp hơn nam giới, những nguyên nhân cho khoảng cách thu nhập này hiện vẫn là vấn đề gây tranh cãi. Tuy nhiên nhiều ý kiến cho rằng sự khác biệt về thu nhập này là do nam giới thường phải đảm nhận những công việc có tính chất nguy hiểm như xây dựng, khai mỏ hay những công việc đòi hỏi nhiều chất xám như kỹ sư, nhà khoa học...
Vào thế kỷ 19 và thế kỷ 20, trong cùng một công việc thì phụ nữ được trả lương thấp hơn. Tại Mỹ, điều này thậm chí dẫn đến việc thông qua Đạo luật trả lương công bằng năm 1963. Tại thời điểm đó, phụ nữ chỉ nhận được 58 cent so với 1 dollar của một người đàn ông.
Ngày nay ở Mỹ, phụ nữ có thu nhập bằng 75% thu nhập của nam giới. Sự khác biệt về thu nhập giảm xuống khi những yếu tố như giờ làm và kinh nghiệm bị kiểm soát. Một nghiên cứu phát hiện ra rằng trong khi phụ nữ chỉ giành được 69 cent so với 1 dollar nam giới nhận được 10 năm sau khi tốt nghiệp đại học thì khi các yếu tố như kinh nghiệm, giáo dục, đào tạo và các yếu tố cá nhân khác bị kiểm soát thì phụ nữ có thể nhận được 96 cent so với 1 dollar nam giới giành được 10 năm sau khi ra trường. Những phụ nữ chưa kết hôn và chưa sinh có thể giành được 15 tới 20% cao hơn nam giới trong cùng một hoàn cảnh, tùy thuộc vào các vùng khác nhau ở Mỹ.
Phụ nữ cũng thường có xu hướng ít tranh luận đòi tăng lương hơn, và khi họ bàn bạc đòi tăng lương, họ ít có cơ hội được đáp ứng hơn nam giới.. David R. Hekman và các đồng sự chỉ ra rằng phụ nữ ít khi thỏa thuận đòi tăng lương hơn do họ không có giá trị trong thị trường lao động bằng những người đàn ông da trắng. Hekman trong một nghiên cứu năm 2009 thấy rằng khi khách hàng xem những đoạn video có sự tham gia của các diễn viên là một người đàn ông da đen, một người phụ nữ da trắng và một người đàn ông da trắng đóng vai người bán hàng đang giúp đỡ khách hàng, thì các khách hàng 19% hài lòng hơn với người bán hàng là nam giới da trắng đồng thời cũng hài lòng hơn với sự sạch sẽ và cách bài trí của cửa hàng hơn khi người bán hàng là người đàn ông da trắng. Sự khác biệt vẫn rất rõ ràng bất chấp việc ba diễn viên đều thể hiện như nhau, đọc cùng một kịch bản và đứng đúng vị trí với góc camera và ánh sáng hệt nhau. Thêm nữa, có tới 45% khách hàng là phụ nữ và 41% khách hàng là người da màu, điều này cho thấy thậm chí cả phụ nữ và các khách hàng thuộc nhóm người thiểu số vẫn chuộng đàn ông da trắng hơn. Trong nghiên cứu thứ hai, họ chỉ ra rằng các bác sĩ nam da trắng được đánh giá là dễ tiếp xúc và có tài hơn các bác sĩ nữ hay các bác sĩ thuộc nhóm người thiểu số. Họ giải nghĩa điều này rằng các nhà tuyển dụng thường sẵn sàng trả lương cao hơn cho các nhân viên nam da trắng bởi các nhà tuyển dụng thường theo xu hướng của khách hàng và khách hàng thường thỏa mãn với các nhân viên nam người da trắng hơn. Họ cũng gợi ý rằng muôn giải quyết vấn đề khoảng cách thu nhập không có nghĩa là phải trả thêm lương cho phụ nữ mà là phải thay đổi sự thiên vị của khách hàng. Bài báo này đã được đăng ở rất nhiều tờ báo lớn như The New York Times, The Washington Post, The Boston Globe, và National Public Radio. Các nhà nghiên cứu cũng cho rằng có lẽ do phụ nữ kém cạnh tranh hơn nam giới trong mắt khách hàng nên họ thường phải làm thêm, dành nhiều thời gian hơn cho con và làm các công việc địa vị thấp hơn.
Nhà phân tích Warren Farrell thì lý giải thực tế nguyên nhân của khoảng cách thu nhập là do đa số các tai nạn lao động nạn nhân đều là nam. Ví dụ tại Canada, tỉ lệ tai nạn lao động tại công trường của nam cao hơn 30% so với nữ năm 2005 và ở Mỹ 93% số người bị chết tại công trường lao động năm 2008 là nam., các quốc gia đang nổi như Trung Quốc hàng năm cũng có rất nhiều tai nạn lao động xảy ra mà nạn nhân đa số là nam giới. Sự chênh lệch thu nhập này cũng được lý giải là do đa số các công việc nặng đòi hỏi kĩ thuật cao như xây dựng, khai mỏ, cơ khí và các ngành công nghiệp nặng khác đều được đảm nhiệm bởi nam giới.

## Tranh cãi
Phong trào chống phân biệt giới tính thường phê phán sự phân chia giới tính giữa các vai trò khác nhau trong xã hội, gia đình, kinh doanh hay chính trị. Trong đó nam giới thường đảm nhiệm các công việc về nghệ thuật, kỹ nghệ, quân đội, trong khi phụ nữ đảm nhận việc nội trợ gia đình và chăm sóc trẻ em. Ngược lại, những người phê phán phong trào này cho rằng: các đặc tính sinh học khác nhau giữa nam và nữ đã tạo nên vai trò đó, và việc "cào bằng" vai trò đặc thù giữa 2 giới là phản khoa học và không khả thi (ví dụ: nam giới có sức khỏe tốt hơn nữ giới nên đương nhiên được ưu tiên trong các công việc nặng nhọc hơn so với nữ, hoặc nữ giới phải mang thai nên họ đương nhiên được ưu tiên hơn trong việc chăm sóc thai sản).